# Флауэрс, Вонетта
Вонетта Флауэрс (англ. Vonetta Flowers, урождённая Вонетта Джеффри (англ. Jeffery), 29 октября 1973, Бирмингем) — американская бобслеистка, выступавшая за сборную США в середине 2000-х годов.
Во время учёбы в университете занималась спринтом и прыжками в длину, пыталась пробиться в олимпийскую команду США и попасть на летние Олимпийские игры, но неудачно. После нескольких попыток Флауэрс переключилась на бобслей и практически сразу возымела успех в качестве тормозящей. На зимних Олимпийских играх 2002 года выступала в двойке вместе с Джилл Баккен и удостоилась золотой медали, став первой чернокожей спортсменкой в истории зимних Олимпиад, получившей золото. После Солт-Лейк-Сити Флауэрс родила двоих близнецов и на некоторое время взяла перерыв в спортивной карьере, вернувшись к соревнованиям только в 2003 году. С этого момента выступала совместно с Джин Фрэм, в 2006 году поехала с ней на Олимпиаду в Турин, но в итоге заняла лишь шестое место.
Флауэрс имеет бронзовую медаль за чемпионат мира 2004 года в Кёнигзее. Завершила карьеру в 2006 году, после зимней Олимпиады.